# Суперкарго
Суперка́рго (англ. supercargo, от исп. sobrecargo) — морской термин: лицо, надзирающее на судне за приёмом и выдачей грузов, а также наблюдающее за состоянием трюмов.
Суперкарго является доверенным лицом фрахтователя судна и занимается контролем соблюдения его интересов, включая приём и сдачу груза, использование трюмов, расходование средств фрахтователя. Суперкарго не имеет права вмешиваться в действия судовой администрации в области судовождения и управления судном. Однако он может находиться на судне для оптимального использования его транспортных возможностей, например, при принятии на борт грузов во время балластного перехода. Право фрахтователя иметь своего представителя на судне для сопровождения груза может специально оговариваться чартерным договором.